# 森下直
森下 直（もりした ただし）は、日本の脚本家。
大阪府大阪市出身。シナリオ・センター大阪校卒業。

## 略歴
シナリオ・センター大阪校にて脚本を学び、1995年、自身の書いたシナリオ「誘拐」にて第21回城戸賞を受賞し、翌1996年に『新・部長刑事 アーバンポリス24』（ABC）で脚本家としてデビュー。
「誘拐」のシナリオは1997年、東宝により『誘拐』として映画化され、密度の高いストーリーが高く評価されて1998年第21回日本アカデミー賞優秀脚本賞、全国映連脚本賞を受賞する。その他、平成10年日本民間放送連盟賞 優秀賞（『心療内科医・涼子』）、第34回（2007年度）放送文化基金賞テレビ番組賞（『フルスイング』）など。
2017年 ドラマスペシャル 宮部みゆきサスペンス『模倣犯 前編・後編』（2016年9月21日・22日、テレビ東京）脚本にて、第19回 シナリオ作家協会 菊島隆三賞受賞。

## 主要作品

### 映画
- 誘拐（デビュー作）
- 13階段
- バッテリー

### テレビドラマ
- 心療内科医・涼子
- グッド★コンビネーション
- メッセージ〜言葉が裏切っていく〜
- 女医
- 別れさせ屋
- 恋するベトナム
- 瑠璃の島
- フルスイング
- 必殺仕事人2009
  - 必殺仕事人2010
- 科捜研の女
- 表層家族
- 暖流
- 火車
- たぶらかし-代行女優業・マキ-
- おみやさん
- 確証〜警視庁捜査3課
- 怪物
- 刑事110キロ
- 松本清張 強き蟻
- 風の峠〜銀漢の賦〜
- 最強のふたり〜京都府警 特別捜査班〜
- 相棒
- 刑事7人
- 石川五右衛門
- 模倣犯 前編・後編
- 伝七捕物帳2
- 遺留捜査
- 夕凪の街 桜の国2018
- アメリカに負けなかった男〜バカヤロー総理 吉田茂〜
- 善人長屋

### テレビアニメ
- 名探偵コナン
- 暁のヨナ
- かげきしょうじょ!!（シリーズ構成）[5]